# Letiště Přerov
Letiště Přerov je vnitrostátní veřejné a mezinárodní neveřejné letiště, které vzniklo 1. října 2013 z původního vojenského letiště Přerov-Bochoř. Nachází se v katastrálním území obce Bochoř, 4,5 km od Přerova.
Provozovatelem je státní podnik LOM Praha. Letiště bezprostředně navazuje na terminál kombinované přepravy a veřejné logistické centrum v Přerově a má také zásadní význam z hlediska dopravní dostupnosti a zvyšování konkurenceschopnosti celé střední Moravy, vč. napojení na strategickou průmyslovou zónu Holešov ve Zlínském kraji.
Charakter letiště by se k 31. prosinci 2024 měl změnit na neveřejné vnitrostátní a neveřejné mezinárodní v souvislosti s dalším využitím pro výcvik pilotů v rámci CLV.

## Historie
V minulosti na letišti působily například bojové vrtulníky Mil Mi-24, které jsou od roku 2008 dislokovány rovněž na letišti v Náměšti nad Oslavou. Ještě dříve zde také létaly proudové Mig-21. Letiště už také hostilo i Antonov An-124 Ruslan, Iljušin Il-76, C-130 Hercules a další.
Letiště Přerov-Bochoř bylo sídlem 23. základny vrtulníkového letectva „Edvarda Beneše“, která byla zrušena 31. prosince 2013, načež její úkoly i techniku převzala nově vytvořená 22. základna vrtulníkového letectva na letišti Náměšť nad Oslavou. Přestože armáda usilovala o zachování základny, politické rozhodnutí o jejím opuštění padlo již v roce 2002 a proto se ani neinvestovalo do její další modernizace. V únoru 2016 se sněmovní výbor pro obranu a bezpečnost obrátil na vládu se žádostí, aby bylo přerovské letiště nadále využíváno pro potřeby ministerstva obrany a ministerstva vnitra. Podle mluvčího ministerstva obrany armáda požaduje zachování letiště kvůli zhoršené mezinárodní bezpečnostní situaci.

## Současný provoz
Provozní doba letiště je od 1. dubna do 31. října (MON-FRI 7:00 – 14:00 UTC, SAT-SUN,HOL 9:00-16:00 UTC). Pro všechny přílety a odlety prováděných mimo provozní dobu, je třeba obdržet písemné povolení provozovatele letiště. Písemné žádosti o povolení se zasílají nejméně 24 hodin předem na e-mail, který je uvedený na oficiálních stránkách letiště www.prerov-airport.cz.
Vzletová a přistávací dráha (RWY): 06/24 o délce 2500 m a šířce 60 m (beton); 05/23 o délce 840 a šířce 30 metrů (tráva).

## Palivo
Letiště Přerov zajišťuje v provozní době prodej leteckého benzínu AVGAS 100LL a leteckého petroleje JET A1. Mimo provozní dobu je nutné kontaktovat provozovatele 24 hodin předem.